# Raspberry Pi Foundation
De Raspberry Pi Foundation is een Britse stichting opgericht in 2009 om de studie van elementaire informatica op scholen te promoten, en is verantwoordelijk voor de ontwikkeling van de Raspberry Pi-computers.

## Oprichting
De Raspberry Pi Foundation is een stichting die is geregistreerd bij de Charity Commission for England en Wales. De raad van toezicht werd samengesteld in 2008 en de Raspberry Pi Foundation werd opgericht als een geregistreerde stichting in mei 2009 in Caldecote, Engeland. In 2016 verhuisde The Foundation haar hoofdkantoor naar Station Road, Cambridge. De Stichting wordt ondersteund door de University of Cambridge Computer Laboratory en Broadcom. Het doel is om "de studie van informatica en aanverwante onderwerpen te promoten, vooral op schoolniveau, en om het plezier terug te brengen in het leren van werken met computers." Mede-oprichter van het project Eben Upton is een voormalig academicus, in dienst bij Broadcom als system-on-a-chip architect en associate technical director. Componenten, zij het in kleine aantallen, konden vanwege de liefdadigheidsstatus van de organisatie bij leveranciers worden betrokken.
Toen de afname van het aantal en de vaardigheden van studenten die voor computerwetenschappen solliciteerden een punt van zorg werd voor een team met onder meer Eben Upton, Rob Mullins, Jack Lang en Alan Mycroft van het computerlaboratorium van de Universiteit van Cambridge in 2006, bedachten zij dat er behoefte zou kunnen zijn aan kleine en betaalbare computers. Er werden verschillende versies van de vroege Raspberry Pi-prototypes ontworpen, maar deze waren beperkt door de hoge kosten en de trage processors voor mobiele apparaten.
In 2008 begon het team een samenwerking met Pete Lomas, MD van Norcott Technologies en David Braben, de co-auteur van de baanbrekende BBC Micro-game Elite, en vormde de Raspberry Pi Foundation. Drie jaar later werd de Raspberry Pi Model B geboren en binnen twee jaar waren er meer dan twee miljoen exemplaren van verkocht.